# Königsbergse voetbalbond
De Königsbergse voetbalbond (Duits: Verband Königsberger Ballspiel-Vereine) was een regionale voetbalbond uit de Oost-Pruisische hoofdstad Koningsbergen, tegenwoordig het Russische Kaliningrad.

## Geschiedenis
Het voetbal kwam pas relatief laat naar Koningsbergen. De interesse van de bevolking was gering en op sportief vlak bleef Königsberg, net zoals het hele noordoosten van het toenmalige Duitsland, achter op de rest van het land. Een van de redenen hiervoor was dat het gebied dunbevolkt was.
De Königsbergse voetbalbond was op 3 september 1904 opgericht door de clubs FC 1900 Königsberg, SC Ostpreußen Königsberg, FC Prussia Königsberg en Sportzirkel Samland Königsberg.
De bond organiseerde in 1904/05 een kampioenschap in twee klassen, waaraan deze vier teams deelnamen. In de tweede klasse speelden de reserveteams van deze clubs. FC 1900, het latere VfB, werd de eerste kampioen. In 1908 werd de voetbalbond ontbonden nadat deze opging in de pas opgerichte Baltische voetbalbond.

## Overzicht kampioenen
- Seizoen 1904/05:
  - 1. Klasse: FC 1900 Königsberg
  - 2. Klasse: FC 1900 Königsberg II
- Seizoen 1905/06:
  - 1. Klasse: FC 1900 Königsberg
  - 2. Klasse: FC Prussia 1904 Königsberg II
- Seizoen 1906/07:
  - 1. Klasse: VfB 1900 Königsberg
  - 2. Klasse: VfB 1900 Königsberg II
  - 3. Klasse: VfB 1900 Königsberg III
- Seizoen 1907/08:
  - 1. Klasse: VfB 1900 Königsberg
  - 2. Klasse: VfB 1900 Königsberg II
  - 3. Klasse: VfB 1900 Königsberg III